# Pulsa denura
Pulsa denura (פולסא דנורא, "látigos de fuego" en arameo) es una ceremonia cabalística en la que se invocan a los ángeles de la destrucción para llevar a cabo la aniquilación de un enemigo, impidiendo el perdón de sus pecados y atrayendo sobre él todas las maldiciones bíblicas. La expresión es muy antigua y aparece con frecuencia en la literatura rabínica para referirse al castigo divino, mientras que su uso como ceremonia maledicente comienza en textos mágicos como el Séfer HaRazim, datado alrededor del siglo III.
La Torah no permite este tipo de prácticas, ya que se prefiere rezar por el arrepentimiento de los malvados y no por su destrucción, pero su uso se prodiga en el contexto político israelí, donde algunas comunidades judías han realizado ceremonias pulsa denura para maldecir a mandatarios por haber cometido supuestas infracciones contra la ley hebrea.

## Origen
El pulsa denura aparece por primera vez en el Talmud, (Ioma 77a, Jaguigá 15a, Baba Metziá 85b), en el pasaje sobre el castigo impuesto por Dios a algunos ángeles como a Metatrón y al profeta Elías (Oraj Jaim, sobre Bereshit 1:1; y Maharal de Praga en "Jidushei Agadot" sobre Ioma 77) Más tarde también aparece en el Zohar (Zohar, Beshalaj 51b) El texto de este ritual no aparece en ninguno de los libros sagrados del judaísmo.

## Realización
El pulsa denura es una serie de plegarias en las que se le pide a Dios que juzgue a un individuo catalogado de malvado y peligroso para el pueblo judío.
El rabino o cabalista que lidera el minián (grupo de 10 hombres judíos y, normalmente, que reúnan los requisitos de ser padres, mayores de 40 años y con barba) que hace la ceremonia le pide a Dios juzgar el alma del individuo en cuestión, y que envíe a sus ángeles para eliminar dicha alma por ser una continua amenaza y peligro para el pueblo judío.

## Cronología
Varias pulsa denura se han realizado a diferentes autoridades de Israel y de otros países, entre ellas:
| Fecha                   | Objetivo                      | Lugar                   |
| ----------------------- | ----------------------------- | ----------------------- |
| Principios del siglo XX | Eliezer Ben Yehuda            | ?                       |
| Octubre de 1995         | Isaac Rabin                   | Cementerio de Rosh Piná |
| Febrero de 2000         | Yasir Arafat y Hafez Al Assad | Cementerio de Rosh Piná |
| Junio de 2005           | Ariel Sharon                  | Cementerio de Rosh Piná |
| Junio de 2006           | Ehud Olmert                   | Cementerio de Har Herzl |